# Liste der Kulturdenkmale in Hintermauer, Rotes Haus, Kynast
In der Liste der Kulturdenkmale in Hintermauer, Rotes Haus, Kynast sind die Kulturdenkmale der westlich der Altstadt am linken Ufer der Elbe gelegenen Stadtteile Hintermauer, Siedlung Rotes Haus und Kynastsiedlung der Stadt Meißen verzeichnet, die bis März 2021 vom Landesamt für Denkmalpflege Sachsen erfasst wurden (ohne archäologische Kulturdenkmale). Die Anmerkungen sind zu beachten.
Diese Aufzählung ist eine Teilmenge der Liste der Kulturdenkmale in Meißen.

## Liste der Kulturdenkmale in Hintermauer, Rotes Haus, Kynast
| Bild           | Bezeichnung | Lage                                                                              | Datierung | Beschreibung | ID       |
| -------------- | --- | --------------------------------------------------------------------------------- | --- | --- | -------- |
|                | Doppelmietshaus | Am Röhrbrunnen 1, 2 (Karte)                                                       | 1892 | Gründerzeithaus in Hanglage, charakteristischen späthistoristische Wohnbau des ausgehenden 19. Jahrhunderts, baugeschichtlich und stadtentwicklungsgeschichtlich von Bedeutung | 09266076 |
|                | Ziegelwerk Rotes Haus, Hoffmannscher Ringofen mit Schornstein | An der alten Ziegelei 1, 1b (Karte)                                               | Ende 19. Jahrhundert | Ortsgeschichtlich und technikgeschichtlich von Bedeutung, bedeutsames industriegeschichtliches Denkmal | 09266378 |
| Weitere Bilder | Hintermauer (Sachgesamtheit) | Hintermauer 1, 2, 3, 4, 5, 6, 7, 10, 11, 12 (Nossener Straße 1, 7, 8, 10) (Karte) | 2. Hälfte 17. Jahrhundert | Sachgesamtheit Hintermauer mit folgenden Einzeldenkmalen: mehrere Häusleranwesen, teilweise mit Nebengebäuden und Mauerumfriedung, siehe auch Einzeldenkmale 09265678, 09265679, 09265680, 09265681, 09265682, 09265683, 09266298, 09265684, 09265685 (Hintermauer 1, 2, 3, 4, 5, 6, 10, 11, 12) und 09266071, 09301055, 09266077, 09266078 (Nossener Straße 1, 7, 8 und 10) sowie als Sachgesamtheitsteile die Hintermauer 7 und die Freiflächen vor, zwischen und hinter den Häusern und dem anliegenden Straßenraum; Teil eines heute nach Meißen eingemeindeten Dorfes westlich des Stadtzentrums, als einstiges Gärtnerdorf/Gartendorf geschichtlich und stadtentwicklungsgeschichtlich von Bedeutung | 09306835 |
|                | Häusleranwesen mit Nebengebäude im Hof, hinter Nossener Straße 7 gelegen (Einzeldenkmale zu Sachgesamtheit 09306835) | Hintermauer 1 (Karte)                                                             | Bezeichnet mit 1668, im Schwellbalken, unter den Initialen G                                                                      | Einzeldenkmale der Sachgesamtheit Hintermauer; hausgeschichtlich, baugeschichtlich, wissenschaftlich, städtebaulich und ortsgeschichtlich von Bedeutung, ländlicher, straßenbildprägender Fachwerkbau | 09265678 |
|                | Häusleranwesen mit Nebengebäude (Einzeldenkmale zu Sachgesamtheit 09306835) | Hintermauer 2 (Karte)                                                             | 2. Hälfte 17. Jahrhundert, späterer Umbau sekundär bezeichnet (Nebengebäude); 2. Hälfte 18. Jahrhundert (Häusleranwesen)          | Einzeldenkmale der Sachgesamtheit Hintermauer; baugeschichtlich, städtebaulich und ortsgeschichtlich von Bedeutung, ländlicher Fachwerkbau | 09265679 |
|                | Wohnhaus (Einzeldenkmal zu Sachgesamtheit 09306835) | Hintermauer 3 (Karte)                                                             | Bezeichnet mit 1857 | Einzeldenkmal der Sachgesamtheit Hintermauer; einst Häusleranwesen, baugeschichtlich und ortsgeschichtlich von Bedeutung, ländlicher Wohnbau | 09265680 |
|                | Häusleranwesen (Einzeldenkmal zu Sachgesamtheit 09306835) | Hintermauer 4 (Karte)                                                             | 2. Hälfte 18. Jahrhundert | Einzeldenkmal der Sachgesamtheit Hintermauer; baugeschichtlich, städtebaulich und ortsgeschichtlich von Bedeutung, ländlicher Fachwerkbau | 09265681 |
|                | Häusleranwesen (Einzeldenkmal zu Sachgesamtheit 09306835) | Hintermauer 5 (Karte)                                                             | 2. Hälfte 17. / 1. Hälfte 18. Jahrhundert                                                                                         | Einzeldenkmal der Sachgesamtheit Hintermauer; baugeschichtlich, städtebaulich und ortsgeschichtlich von Bedeutung, ländlicher Fachwerkbau | 09265682 |
|                | Häusleranwesen (Einzeldenkmal zu Sachgesamtheit 09306835) | Hintermauer 6 (Karte)                                                             | Bezeichnet mit 1816 | Einzeldenkmal der Sachgesamtheit Hintermauer; baugeschichtlich, städtebaulich und ortsgeschichtlich von Bedeutung, ländlicher Wohnbau mit verputztem Fachwerkobergeschoss | 09265683 |
|                | Häusleranwesen (Einzeldenkmal zu Sachgesamtheit 09306835) | Hintermauer 10 (Karte)                                                            | 1. Hälfte 18. Jahrhundert | Einzeldenkmal der Sachgesamtheit Hintermauer; baugeschichtlich, städtebaulich und ortsgeschichtlich von Bedeutung, ländlicher Fachwerkbau | 09266298 |
|                | Häusleranwesen mit Mauerumfriedung (Einzeldenkmale zu Sachgesamtheit 09306835) | Hintermauer 11 (Karte)                                                            | Bezeichnet mit 1842 | Einzeldenkmale der Sachgesamtheit Hintermauer; baugeschichtlich, städtebaulich und ortsgeschichtlich von Bedeutung, ländlicher Fachwerkbau | 09265684 |
|                | Häusleranwesen mit Nebengebäude (Einzeldenkmale zu Sachgesamtheit 09306835) | Hintermauer 12 (Karte)                                                            | 2. Hälfte 17. / 1. Hälfte 18. Jahrhundert                                                                                         | Einzeldenkmale der Sachgesamtheit Hintermauer; baugeschichtlich, städtebaulich und ortsgeschichtlich von Bedeutung, ländlicher Fachwerkbau | 09265685 |
|                | Wohnhaus in offener Bebauung, mit parkähnlichem Garten | Jüdenbergstraße 5 (Karte)                                                         | Nach 1905 | Stadtentwicklungsgeschichtlich, städtebaulich und baugeschichtlich von Bedeutung, ein Bau im Reformstil der Zeit nach 1910 | 09266069 |
|                | Wohnhaus in offener Bebauung, mit Stützmauer und Einfriedung | Jüdenbergstraße 9 (Karte)                                                         | Bezeichnet mit 1913 | Künstlerisch, städtebaulich und baugeschichtlich von Bedeutung, ein Bau im Reformstil bzw. der versachlichten Architektur der Zeit nach 1910. Bei der Jüdenbergstraße 9 handelt es sich um einen gegen 1910 typischen versachlichten Wohnbau mit repräsentativer Kubatur, dessen Fassaden gemäß dem Zeitgeist nur von wenigen, aber akzentuierenden Schmuckelementen belebt werden. Im Gegensatz zum bis dahin vorherrschenden Stil des Historismus stand spätestens seit der Zeit kurz vor dem Ersten Weltkrieg mehr die Zweckmäßigkeit eines Gebäudes als dessen Schauwert im Vordergrund. Somit ist das hier zu beurteilende Objekt zum Aufzeigen der Entwicklung der Architektur Anfang des 20. Jahrhunderts geeignet, was seinen baugeschichtlichen Wert begründet. Das öffentliche Erhaltungsinteresse ergibt sich aus dem Umstand, dass vergleichbare Bauten von den Fachkollegen in den anderen Bundesländern als Denkmale behandelt werden, wie Vergleiche mit dort erschienenen Denkmaltopographien belegen. | 09266068 |
| Weitere Bilder | Drei Doppelhäuser einer Wohnanlage, mit Einfriedung | Jüdenbergstraße 40, 41, 42, 43, 44, 45 (Karte)                                    | Um 1925 | Ortsgeschichtlich und baugeschichtlich von Bedeutung, eine Wohnanlage der Post, bedeutende Heimatstilbauten in ausgewogener Gestaltung | 09266067 |
| Weitere Bilder | Wasserwerk der Meißner Felsenkeller-Brauerei (überwiegend unterirdische Anlage) | Kynastweg (Karte)                                                                 | Bezeichnet mit 1898 | Ortsgeschichtlich und technikhistorisch von Bedeutung, im Stil der Neogotik | 09266126 |
|                | Wohnhaus/Häusleranwesen (Einzeldenkmal zu Sachgesamtheit 09306835) | Nossener Straße 1 (Karte)                                                         | Um 1705 | Einzeldenkmal der Sachgesamtheit Hintermauer; Kopfbau mit Am Lommatzscher Tor, städtebaulich, sozialgeschichtlich und baugeschichtlich von Bedeutung, zum Teil ein verputzter Fachwerkbau. | 09266071 |
|                | Häusleranwesen (Einzeldenkmal zu Sachgesamtheit 09306835) | Nossener Straße 7 (Karte)                                                         | Um 1800 | Einzeldenkmal der Sachgesamtheit Hintermauer; städtebaulich, baugeschichtlich und sozialgeschichtlich von Bedeutung, ein Fachwerkbau (zum Teil verschiefert), ortsbildprägende Lage nahe der Straße Hintermauer | 09301055 |
|                | Häusleranwesen mit Einfriedung (Einzeldenkmale zu Sachgesamtheit 09306835) | Nossener Straße 8 (Karte)                                                         | 1. Hälfte 19. Jahrhundert, im Kern älter                                                                                          | Einzeldenkmale der Sachgesamtheit Hintermauer; Bau besteht aus drei Teilen, baugeschichtlich und sozialgeschichtlich von Bedeutung, ortsbildprägende Lage gegenüber von Nossener Straße 7 | 09266077 |
|                | Wohnhaus (Einzeldenkmal zu Sachgesamtheit 09306835) | Nossener Straße 10 (Karte)                                                        | Bezeichnet mit 1851 | Einzeldenkmal der Sachgesamtheit Hintermauer; städtebaulich und baugeschichtlich von Bedeutung | 09266078 |
|                | Wohnhaus in halboffener Bebauung | Nossener Straße 11 (Karte)                                                        | 2. Hälfte 19. Jahrhundert | Städtebaulich und baugeschichtlich von Bedeutung | 09266079 |
|                | Wohnhaus, dazu ein unterirdischer Gang von 30 Meter Länge zum Stadtfriedhof | Nossener Straße 23 (Karte)                                                        | Bezeichnet mit 1839 | Ländlicher Wohnbau, ortshistorisch und baugeschichtlich von Bedeutung | 09265121 |
|                | Ehemaliges Gasthaus | Nossener Straße 24 (Karte)                                                        | Ende 18. Jahrhundert | Ortsgeschichtlich, städtebaulich und baugeschichtlich von Bedeutung (Obergeschoss verputztes Fachwerk) | 09266082 |
|                | Stadtfriedhof Meißen (Sachgesamtheit) | Nossener Straße 36, 38 (Karte)                                                    | Ab 1873 | Sachgesamtheit Stadtfriedhof Meißen (auch Frauenkirchfriedhof), mit den Einzeldenkmalen: Kapelle, Haus der Friedhofsverwaltung (Nossener Straße 36) mit Einfriedungsmauer zur Straße, Krematorium mit Leichenhalle (Nossener Straße 38) sowie mehrere Grabmale (siehe 09266065), weiterhin den Sachgesamtheitsteilen: gärtnerisch gestaltete Friedhofsanlage (Gartendenkmal); künstlerisch, landschaftsgestaltend-gartenkünstlerisch, baugeschichtlich, ortsgeschichtlich, kunstgeschichtlich und technikgeschichtlich von Bedeutung, die Kapelle ein Historismusbau im neoromanischen Stil, bedeutende Krematoriumsanlage im Stil des Neuen Bauens der 1920er Jahre mit Skulpturenschmuck, auf dem Friedhof mehrere künstlerisch wertvolle Grabmale | 09301218 |
|                | Kapelle, Haus der Friedhofsverwaltung (Nr. 36) mit Einfriedungsmauer zur Straße, Krematorium mit Leichenhalle (Nr. 38), Kriegerdenkmal für die Gefallenen des Ersten Weltkrieges und mehrere Grabmale, darunter das Erbbegräbnis Biesolt und ein Obelisk für 15 Explosionsopfer vom 9. Februar 1875 (Einzeldenkmale zu Sachgesamtheit 09301218) | Nossener Straße 36, 38 (Karte)                                                    | Ab 1873 (Friedhof); um 1870 (Friedhofskapelle); Anfang 20. Jahrhundert (Verwaltung); nach 1900 (Leichenhalle); 1933 (Krematorium) | Einzeldenkmale der Sachgesamtheit Stadtfriedhof Meißen; künstlerisch, baugeschichtlich, ortsgeschichtlich, kunstgeschichtlich und technikgeschichtlich von Bedeutung, die Kapelle ein Historismusbau im neoromanischen Stil, bedeutende Krematoriumsanlage im Stil des Neuen Bauens der 1920er Jahre mit Skulpturenschmuck, auf dem Friedhof mehrere künstlerisch wertvolle Grabmale | 09266065 |
| Weitere Bilder | Mietshaus, in halboffener Bebauung | Nossener Straße 45 (Karte)                                                        | Um 1902 | Baugeschichtlich von Bedeutung, anspruchsvolle Fassade mit historisierenden und Jugendstil-Elementen | 09265168 |
| Weitere Bilder | Villa mit Einfriedung | Schreberstraße 19 (Karte)                                                         | 1920er Jahre | Beispiel der Reformarchitektur von 1900 bis in die 1920er Jahre, schlichter Bau mit wenigen Gliederungselementen, baugeschichtlich von Bedeutung | 09266064 |
|                | Turnhalle mit Anbau und Gedenktafel (Jahnhalle) | Schreberstraße 37 (Karte)                                                         | 1894–1895 | Innen markante tonnengewölbte Decke, seitliche Galerien und Büste von Turnvater Jahn, bemerkenswerter Sportbau um 1900 mit originaler Ausstattung, darunter die Geländer der beiden Galerien, Jugendstilputz am Außenbau noch anschaulich (Rückseite), bau- und ortsgeschichtlich von Bedeutung | 09266063 |

## Tabellenlegende
- Bild: Bild des Kulturdenkmals, ggf. zusätzlich mit einem Link zu weiteren Fotos des Kulturdenkmals im Medienarchiv Wikimedia Commons. Wenn man auf das Kamerasymbol klickt, können Fotos zu Kulturdenkmalen aus dieser Liste hochgeladen werden:
- Bezeichnung: Denkmalgeschützte Objekte und ggf. Bauwerksname des Kulturdenkmals
- Lage: Straßenname und Hausnummer oder Flurstücknummer des Kulturdenkmals. Die Grundsortierung der Liste erfolgt nach dieser Adresse. Der Link (Karte) führt zu verschiedenen Kartendiensten mit der Position des Kulturdenkmals. Fehlt dieser Link, wurden die Koordinaten noch nicht eingetragen. Sind diese bekannt, können sie über ein Tool mit einer Kartenansicht einfach nachgetragen werden. In dieser Kartenansicht sind Kulturdenkmale ohne Koordinaten mit einem roten bzw. orangen Marker dargestellt und können durch Verschieben auf die richtige Position in der Karte mit Koordinaten versehen werden. Kulturdenkmale ohne Bild sind an einem blauen bzw. roten Marker erkennbar.
- Datierung: Baubeginn, Fertigstellung, Datum der Erstnennung oder grobe zeitliche Einordnung entsprechend des Eintrags in der sächsischen Denkmaldatenbank
- Beschreibung: Kurzcharakteristik des Kulturdenkmals entsprechend des Eintrags in der sächsischen Denkmaldatenbank, ggf. ergänzt durch die dort nur selten veröffentlichten Erfassungstexte oder zusätzliche Informationen
- ID: Vom Landesamt für Denkmalpflege Sachsen vergebene, das Kulturdenkmal eindeutig identifizierende Objekt-Nummer. Der Link führt zum PDF-Denkmaldokument des Landesamtes für Denkmalpflege Sachsen. Bei ehemaligen Kulturdenkmalen können die Objektnummern unbekannt sein und deshalb fehlen bzw. die Links von aus der Datenbank entfernten Objektnummern ins Leere führen. Ein ggf. vorhandenes Icon  führt zu den Angaben des Kulturdenkmals bei Wikidata.

## Ausführliche Denkmaltexte
1. ↑  
Das dreigeschossige Doppelmietshaus Am Röhrbrunnen 1/2 im einst selbstständigen Ort Hintermauer, seit geraumer Zeit nach Meißen eingemeindet, und auf dem Grundstück des früheren Rabenhorstschen Gartens gelegen, wurde 1892 von Baumeister Franz Maudrich, wie für die Zeit oft typisch, als Spekulationsobjekt errichtet. Es handelt sich um einen charakteristischen späthistoristischen Wohnbau des ausgehenden 19. Jahrhunderts mit teilweise kräftig ausgebildete Schmuck- und Gliederungselementen, wie Gesimsen, Profilen, Bändern, geraden Stürzen, Fenstergewänden, Sohlbänken und Konsolen, die sich mit ihrer horizontalen Anordnung und auch im Detail vor allem an der Renaissance als Vorbild orientieren. Das von einem Krüppelwalmdach bedeckte Haus ist einfach verputzt. Der breite Sockel nach Fertigstellung von einem sichtbaren Zyklopenmauerwerk hervorgehoben, ist später verändert worden. Der große Baukörper des Doppelhauses wurde mittels regelmäßiger Grundrisse funktional gestaltet. Die Räume der einen Hälfte wiederholen sich spiegelbildlich im anderen Teil. So zeigen die Etagen jeweils drei Stuben, eine Kammer, eine Mädchenkammer und ein Entree sowie das Treppenhaus in der hinteren, äußeren Ecke. Diese funktionale, sachliche Struktur wird auch am Außenbau sichtbar, wobei die Straßenfassade und die Giebelseiten durch die erwähnten Schmuck- und Gliederungselemente im Sinne des Historismus eine gestalterische Aufwertung erfuhr. Als charakteristisches bauliches Zeugnis seiner Erbauungszeit ist das Doppelmietshaus Am Röhrbrunnen 1/2 in Meißen architekturgeschichtlich wertvoll. Darüber hinaus dokumentiert es die Verstädterung Meißens und seiner Umgebung (auch seiner Randlagen und Vororte) auf anschauliche Weise, was die stadtentwicklungsgeschichtliche Bedeutung des einstigen Spekulationsobjektes begründet.
2. ↑  Bei der Meißner Jahnhalle handelt es sich um einen bemerkenswerten Sportbau, der 1894–1895 nach Plänen des Stadtbaumeisters Frey errichtet wurde. Die Ausführung lag in den Händen des bekannten Meißner Baumeisters Georg Gröschel. Die Halle liegt in unmittelbarer Nähe zur Meißner Altstadt, an der Spitze des Höhenzuges zwischen Triebischtal und Jüdenbergstraße. Dass trotz mancher späteren Versachlichung immer noch repräsentative Gebäude besteht aus einem Ziegel-Mauerwerksbau mit Krüppelwalmdach und vier angewalmten Eckturmdächern. Die Fassade ist verputzt, wobei das Sockelgeschoss in Struktur und Gliederung abgesetzt erscheint. Faschen und Laibungen sind glatt. Die Fenster bestehen aus segmentbogenförmigen, teilweise rundbogenförmigen Holzelementen. Die Tragkonstruktion, die Einbauten und die Decke der Halle bestehen aus Holz. Die Dacheindeckung am Hauptdach ist eine Pfannendeckung in Wellenform, die Eindeckung der Ecktürme sind noch ursprüngliche Geradschnittbiber in Kronendeckung. Besonders erwähnenswert sind die markante tonnengewölbte Decke und die zwei flankierenden Seitengalerien im Innern der Jahnhalle. Erhalten blieb auch ein Großteil der originalen Ausstattung, wie die Geländer der erwähnten Galerien. Anfänglich diente die Halle dem örtlichen Turnverein Frisch-Auf. Nicht nur mit dem Namen der Halle, sondern auch einer Büste gedachte man seinerzeit Friedrich Ludwig Jahn (auch Turnvater Jahn), der die deutsche Turnbewegung initiierte, die später in den Befreiungskriegen als Programm zur körperlichen und wehrpolitischen Ertüchtigung eine wichtige Rolle spielen sollte. Abgesehen von Meißen entstanden deutschlandweit zahlreiche Jahnhallen, die Meißner ist als Zeugnis der Architektur ihrer Zeit baugeschichtlich und als lokal bedeutsamer öffentlicher Bau der Stadt auch ortsgeschichtlich von Bedeutung.